# Словацкая фонология
Слова́цкая фоноло́гия (словац. slovenská fonológia) — одна из дисциплин словакистики, изучающая структурные и функциональные закономерности звукового строя словацкого языка.
Объектом изучения фонологии являются звуковые единицы словацкого языка.
Изучением словацкой фонологии занимались такие исследователи, как А. В. Исаченко, Й. Горецкий, Я. Двончова, Г. Йенча, А. Краль, Э. Паулини и другие.

## Гласные
Словацкая система вокализма состоит из пяти или шести кратких гласных, пяти долгих гласных и четырёх восходящих дифтонгов.
Дифтонги: ia (i̯a), ie (i̯e), iu (i̯u), ô (u̯o), пары кратких и долгих гласных: i — í (ī), e — é (ē), a — á (ā), o — ó (ō), u — ú (ū).
Долгие гласные и согласные, а также дифтонги образуют так называемые долгие слоги.
Долгота гласных в словацком языке играет смыслоразличительную роль: krik «крик» — krík «куст»; tvar «форма» — tvár «лицо»; dobre «хорошо» — dobré «хорошее».
Для словацкого языка характерно наличие фонемы /ä/ переднего ряда нижнего подъёма. В разговорной практике данная фонема практически не встречается (она употребляется в основном в устаревшем стиле книжного языка и в диалектах не более, чем 5 % носителей словацкого языка, в речи же большинства словаков на месте /ä/ произносится /e/), тем не менее кодифицированный словацкий язык предусматривает её использование. В зависимости от того, включается фонема /ä/ или не включается в систему вокализма краткие гласные образуют два варианта схемы.

В первом случае схема краткого вокализма принимает четырёхугольную форму. Симметричная краткой схема долгого вокализма включает как собственно долгие гласные, так и дифтонги:
| Подъём  | Ряд      | Ряд        | Ряд |
| Подъём  | Передний | Непередний |     |
| ------- | -------- | ---------- | --- |
| Верхний | i        | u          |     |
| Средний | e        | o          |     |
| Нижний  | ä        | a          |     |

| Подъём  | Ряд      | Ряд        | Ряд |
| Подъём  | Передний | Непередний |     |
| ------- | -------- | ---------- | --- |
| Верхний | ī i̯u     | ū          |     |
| Средний | ē i̯e     | ō u̯o       |     |
| Нижний  | i̯a       | ā          |     |

Во втором случае схема краткого (без фонемы /ä/) и параллельно долгого вокализма (без дифтонгов) принимает треугольную форму:
| Подъём  | Ряд      | Ряд     | Ряд    |
| Подъём  | Передний | Средний | Задний |
| ------- | -------- | ------- | ------ |
| Верхний | i ī      |         | u ū    |
| Средний | e ē      |         | o ō    |
| Нижний  |          | a ā     |        |

Гласные — u, ū, o, ō — лабиализованные; i, ī, e, ē, a, ā — нелабиализованные.
Дифтонгами в словацкой лингвистике принято считать только сочетания неслоговых [i̯] и [u̯] с последующими краткими гласными: /i̯a/, /i̯e/, /i̯u/, /u̯o/. Дифтонги выступают в функции долгих гласных и чередуются с соответствующими краткими гласными. Не рассматриваются как дифтонги сочетания гласных с последующим неслоговым [u̯] — они считаются сочетаниями гласных с [u̯] как с вариантом фонемы /v/: /ou̯/ (встречающееся, в частности, в формах творительного падежа единственного числа имён и местоимений женского рода — (s) tou starou ženou «(с) той старой женщиной» и в субстантивных формах родительного падежа множественного числа мужского
рода — у одушевлённых существительных также винительного падежа множественного числа — pánov «господ»); /eu̯/, /au̯/ (часто встречающиеся в заимствованиях — auto «автомобиль», но áut — форма родительного падежа множественного числа).
Сонорные звуки [l̥], [l̥̄], [r̥], [r̥̄] выступают как функциональные эквиваленты гласных. В положении между двумя согласными ведут себя как гласные, то есть образуют отдельный слог и могут как гласные образовывать пару «краткий — долгий» (l — ĺ, r — ŕ), например: vlk «волк», vĺča «волчонок»; smrť «смерть», vŕba «верба» и т. д.
Для некоторых гласных существуют позиционные ограничения: /ä/ употребляется только в позиции после губных согласных; /i̯a/, /i̯e/, /i̯u/ отмечаются только после мягких согласных (/i̯u/ ограниченно в употреблении только окончаниями в некоторых морфологических формах: lístie «листва, листья» — в дательном падеже единственного числа lístiu; staršia pani «пожилая женщина» — в винительном падеже единственного числа staršiu paniu); ā, ē, ū не употребляются после мягких согласных, в этой позиции их заменяют соответствующие дифтонги, тем не менее ā может занимать позицию после /j/ в некоторых морфологических формах (jama «яма» — в родительном падеже множественного числа jám) и при образовании слов, в частности, с помощью суффиксов ár, -áreň; употребление ē ограничено словом dcéra «дочь», окончаниями прилагательных, также ē встречается в заимствованных словах.

## Согласные
Система консонантизма словацкого языка включает 27 согласных фонем (в скобки взяты аллофоны, в парах согласных слева приведены глухие согласные, справа — звонкие):
|                          | Губно-губные | Губно-зубные | Зубные    | Альв.    | Палат.  | Заднеяз. | Глотт. |
| ------------------------ | ------------ | ------------ | --------- | -------- | ------- | -------- | ------ |
| Взрывные                 | /p/ /b/      |              | /t/ /d/   |          | /c/ /ɟ/ | /k/ /g/  |        |
| Носовые                  | /m/          |              | /n/       |          | /ɲ/     | (ŋ)      |        |
| Дрожащие                 |              |              |           | /r/      |         |          |        |
| Аффрикаты                |              |              | /t͡s/ /d͡z/ | /ʧ/ /dʒ/ |         |          |        |
| Фрикативные              |              | /f/ /v/      | /s/ /z/   | /ʃ/ /ʒ/  |         | /x/ (ɣ)  | /ɦ/    |
| Скользящие аппроксиманты | (w)          |              |           |          | /j/     |          |        |
| Боковые                  |              |              |           | /l/      | /ʎ/     |          |        |

Звонкие согласные оглушаются в положении перед глухими: položte [š] «положите»; rybka [p] «рыбка», sladký [t] «сладкий». Глухие озвончаются в положении перед звонкими: liečba [ǯ] «лечение»; mlatba [d] «молотьба»; prosba [z] «просьба»; а также перед окончанием глаголов 1-го лица множественного числа в форме повелительного наклонения -me: nosme [z] «давайте понесём», zaplaťme [ď] «давайте заплатим». Звонкие парные согласные оглушаются в позиции на конце слова перед паузой: dub [p] «дуб»; hrad [t] «за́мок»; mráz [s] «мороз» и на стыке слов, если последующее слово начинается с глухого согласного: dub schne [dup sxne] «дуб сохнет», loď pláva [loť plāva] «корабль плывёт». Если последующее слово начинается со звонкого либо сонорного согласного или с гласного, то глухие озвончаются: potok hučí [potog hučī] «ручей шумит», ovos rastie [ovoz rastie] «овёс растёт» и так далее. Ларингальная фонема /ɦ/ в позициях оглушения коррелирует с велярной /x/.
Исключение составляет звонкая согласная /v/, которая в позиции перед любым согласным, кроме r, и на конце слова выступает как [u̯]: krv «кровь», dievča «девочка, девушка». Только в начале слова или основы, в приставке v- и предлоге v перед глухими согласными оглушается: vplyv [fpliu̯] «влияние».
Двойные согласные, возникающие на морфемном шве в производных словах и в некоторых формах словоизменения произносятся как долгие: mäkký «мягкий»; oddych «отдых»; vyšší «высший»; štvorročný «четырёхлетний»; od dobroty «от доброты»; в том числе и возникающие в результате ассимиляции: odteraz [otteraz] «отныне»; otca [occa] «отца»; choďte [xoťťe] «ходите»; mladší [mlaččī] «младший» и так далее.

## Просодия
Ударение в словацком литературном языке экспираторное, или динамическое, словесное ударение — фиксированное (инициальное) — всегда падает на первый слог: ˈdruhá ˈmladosť «вторая молодость», ˈlist ˈešte ˈneprišiel «письмо ещё не пришло». Исключение составляют сочетания одно- и двусложных существительных и местоимений с примыкающими к ним односложными предлогами, которые образуют группу с одним ударением: ˈkôň «конь», но ˈna koni «на коне». Некоторые слова (выполняющие в основном вспомогательную функцию и занимающие определённую позицию в предложении) всегда безударные: проклитики (односложные союзы a «и», «а»; i «и»; že «что» и т. д.), энклитики (односложные формы личных местоимений ma «меня»; ťa «тебя»; ho «его»; ju «её» — форма винительного падежа; mi «мне»; ti «тебе»; mu «ему»; ňou «ею, нею», jej «ей, её» — форма родительного падежа и т. д.), возвратное местоимение seba «себя» в формах винительного и дательного падежей (sa, si), формы вспомогательного глагола byť «быть» и частица by «бы».
В многосложных словах (более трёх слогов) возможно кроме главного второстепенное (побочное) ударение. Оно падает на третий или четвёртый слог от начала слова и является более слабым: ˈobyˌvatel «житель», ˈdemokraˌtický «демократический».
Фразовое (логическое) ударение, интонация, темп речи и паузы в словацком языке играют важную роль в выражении субъективного отношения говорящего к высказыванию, в актуальном и ритмическом членении предложения. Нисходящяя интонация характерна для утвердительных предложений и для предложений, начинающихся вопросительным местоимением; восходящяя — для вопросительных предложений без вопросительного местоимения.
В словацком языке отсутствуют тональные различия, тем не менее распределение слогов с краткими и долгими гласными связано с тонами праславянского языка. Так, например, слогам, предшествующим редуцированному в слабой позиции в конце слова под новым акутом, возникшим на месте циркумфлексной интонации, существительных в форме родительного падежа множественного числа в современном словацком языке соответствуют слоги с долгими гласными: rúk «рук»; hláv «голов»; гласные в слогах под новым акутом обычно удлинялись и в других позициях: stôl «стол»; rúčka «ручка»; niesol «нёс»; nesieš «несёшь»; koniec «конец»; остальные слоги под циркумфлексом дали, как правило, слоги с краткими гласными: dub «дуб»; vlas «волос»; слоги с краткими гласными обычно отмечаются и на месте старого акута: krava «корова».
Особенностью словацкого языка (и его среднесловацкого диалекта) является наличие в его фонетической системе ритмического закона (закона слоговой гармонии, правила ритмического сокращения), согласно которому в пределах одного слова два слога с долгими гласными (или дифтонгами) не могут следовать подряд друг за другом. Долгий гласный сокращается, например, в таких позициях, как:
- Окончания существительных женского рода в форме дательного падежа множественного числа — ženám «женщинам», но trávam «травам»;
- Окончания существительных среднего рода в форме именительного падежа множественного числа — mestá «города», но miesta «места»;
- Окончания прилагательных мужского рода в форме именительного падежа единственного числа — pekný «хороший», но krásny «красивый»;
- Окончания глаголов 1-го лица единственного числа настоящего времени — myslím «думаю», но chválim «хвалю» и т. д.

В некоторых случаях ритмический закон нарушается. Долгота в слоге, следующем за долгим слогом, сохраняется в таких формах, как:
- Падежные окончания существительных среднего рода на -ie: lístie «листва, листья» — в родительном падеже lístia; в дательном падеже lístiu и т. д.;
- Окончания существительных женского рода в форме родительного падежа множественного числа: básní «стихотворений», piesní «песен»;
- Окончания притяжательных прилагательных типа páví «павлиний», vtáčí «птичий»;
- Окончания глаголов, имеющих в основе долгий гласный: zmúdrieť «поумнеть» — в 1-м лице единственного числа zmúdriem; во 2-м лице единственного числа zmúdrieš и т. д.;
- Слоги сложных слов: tisícnásobný «тысячекратный», jedenásťmiestny «одиннадцатиместный» и т. д.

Иногда может сокращаться не второй, а первый слог: účet «счёт» — učtáreň «бухгалтерия», čítať «читать» — čitáreň «читальный зал».

## Морфонология
В словацком отмечаются такие чередования гласных, как:
- количественные:
  - /a/ ~ /ā/ (zahradiť «загородить» — záhrada «сад»);
  - /u/ ~ /ū/ (počuť «слышать, услышать» — počúvať «слушать»);
  - /i/ ~ /ī/ (sila «сила» — síl — форма родительного падежа множественного числа «сил»);
  - /ā/ ~ /a/ (udávať «доносить» — udavač «доносчик»);
  - /ē/ ~ /e/ (schéma «схема» — schematický «схематический»);
  - /ō/ ~ /o/ (próza «проза» — prozaický «прозаический»);
  - /ī/ ~ /i/ (čítať «читать» — čitateľ «читатель»);
- качественно-количественные:
  - /ä/, /a/ ~ /i̯a/ (päť «пять» — piaty «пятый», čas «время» — čias форма родительного падежа множественного числа «часов»);
  - /a/ ~ /i̯e/ (podľahnúť «поддаться» — podliehať «поддаваться»);
  - /e/ ~ /i̯e/ (kvet «цвет» — kvietok «цветок»);
  - /o/ ~ /ā/ (hodiť «бросить» — hádzať «бросать»);
  - /o/ ~ /u̯o/ (krok «шаг» — krôčik «шажок»);
  - /i/ ~ /i̯e/ (svitať «светать» — svietiť «светить»);
  - /ie/ ~ /e/ (hviezda «звезда» — hvezdár «астроном»);
- качественные:
  - /i/ ~ /e/ (visieť «висеть» — vešať «вешать»);
  - /i/ ~ /o/ (hniť «гнить» — hnoj «навоз»);
  - /i̯e/ ~ /ā/ (priniesť «принести» — prinášať «приносить»);
  - /e/ ~ /o/ (veziem «(я) везу» — voziť «возить») и другие;
- чередования гласной с нулём: kázeň «проповедь» — kázne — форма родительного падежа единственного числа «проповедей», deň «день» — dňa — форма родительного падежа единственного числа «дня», uhoľ «уголь» — uhľa — форма родительного падежа единственного числа «угля», chrbát «спина» — chrbta — форма родительного падежа единственного числа «спины»).

Чередования согласных:
- /ť/ ~ /t/ (hrsť «горсть» — hŕstka «горстка»);
- /ď/ ~ /d/ (loď «корабль» — lodný «корабельный»);
- /ľ/ ~ /l/ (umelec «художник» — umelca — форма родительного падежа единственного числа «художника»);
- /n’/ ~ /n/ (baňa «рудник», «шахта» — banský «шахтёрский»);
- /s/ ~ /š/, /z/ ~ /ž/, /c/ ~ /č/ (vysoký «высокий» — vyšný «верхний», nízky «низкий» — nižný «нижний», noc «ночь» — nočný «ночной»);
- /k/ ~ /č/ (mlieko «молоко» — mliečnik ‛молочник");
- /h/ ~ /ž/ (roh «угол» — rožný «угловой»);
- /x/ ~ /š/ (suchý «сухой» — sušiť «сушить») и другие чередования.